# Édouard Detaille
Jean-Baptiste Édouard Detaille (n. 5 octombrie 1848, Paris, Franța – d. 24 decembrie 1912, Paris, Franța) a fost un pictor academist și artist militar francez remarcat pentru precizia și detaliile sale realiste. A fost considerat „artist semi-oficial al armatei franceze”.

## Biografie

### Educație și începutul carierei
Detaille sa născut la Paris și a crescut în Picardia. Familia sa era o familie de militari prosperă; bunicul său fusese furnizor de arme pentru Napoleon. Artist amator care era prieten cu o serie de colecționari și pictori, printre care Horace Vernet, tatăl lui Detaille a încurajat eforturile artistice ale fiului său. Acesta și-a început studiile artistice la vârsta de șaptesprezece ani sub îndrumarea renumitului pictor militar Jean-Louis-Ernest Meissonier⁠(d); inițial îl abordase pentru a-i cere să-l prezinte lui Alexandre Cabanel, dar Meissonier a decis să-l învețe el însuși pe Detaille. Meissonier a devenit o influență majoră asupra stilului său și el a fost cel care i-a inculcat lui Detaille aprecierea pentru acuratețe și precizie.
Detaille și-a făcut debutul ca artist la Salon⁠(d) — expoziția oficială de artă a Académie des Beaux-Arts⁠(d) — din 1867 cu o pictură a atelierului lui Meissonier. La Salonul din 1868, a expus prima sa pictură militară, Oprirea toboșarilor, care s-a bazat exclusiv pe imaginația sa despre Revoluția Franceză. Cu Odihnă în timpul exercițiului, Tabăra St Maur, cu care a debutat în anul următor, Detaille și-a stabilit reputația de pictor. În primăvara anului 1870, a plecat într-o „călătorie de schițe” în Algeria împreună cu alți trei pictori tineri, Étienne-Prosper Berne-Bellecour⁠(d), Alexander Louis Leloir⁠(d) și Jehan Georges Vibert⁠(d).

### Războiul franco-prusac
Detaille s-a înrolat în Bataillonul 8 mobil al armatei franceze când a izbucnit războiul franco-prusac în 1870; până în noiembrie a văzut și a experimentat realitățile războiului. Această experiență i-a permis să realizeze faimoasele sale portrete de soldați și reprezentări precise din punct de vedere istoric ale manevrelor militare, ale uniformelor și ale vieții militare în general. În cele din urmă a devenit pictorul oficial al bătăliilor. A publicat o carte numită L'Armée Française în 1885, care conține peste 300 de desene și 20 de reproduceri color ale operelor sale. 
Detaille a fost unul dintre primii artiști care au cumpărat fotografii de la Eugène Atget⁠(d).

### Viața de mai târziu

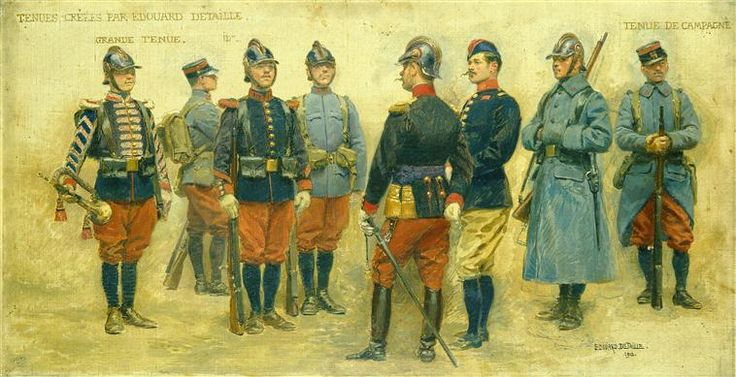
Uniforme de testare create în 1912 de Édouard Detaille pentru infanterie de linie franceză. De la stânga la dreapta: trompetă în uniformă de paradă, soldat în uniformă de serviciu și kepi, privat clasa I în uniformă de paradă, privat în uniformă de serviciu și cască de piele, ofițer în uniformă de paradă, ofițer în uniformă de serviciu și bonetă de poliție (șapcă laterală), privat in uniforma de camp si casca de piele, privat in uniforma de camp si kepi.

În 1912, Detaille a creat noi uniforme pentru armata franceză. Acestea nu au fost niciodată adoptate de ministrul de război, dar paltoanele albastru-gri aveau să influențeze uniformele franceze de mai târziu din Primul Război Mondial, iar casca Adrian a fost puternic influențată de modelele sale.
De-a lungul vieții sale, a adunat o colecție impresionantă de uniforme și artefacte militare. După moartea sa, survenită în 1912 la Paris, a lăsat această colecție moștenire Muzeului Armatei din Paris.